# San Luis (Aurora)
San Luis ist eine philippinische Stadtgemeinde in der Provinz Aurora. Sie hat 27.352 Einwohner (Zensus 1. August 2015).

## Baranggays
San Luis ist administrativ in 18 Baranggays unterteilt:
| - Bacong - Barangay I (Pob.) - Barangay II (Pob.) - Barangay III (Pob.) - Barangay IV (Pob.) - Dibalo - Dibayabay - Dibut - Dikapinisan | - Dimanayat - Diteki - Ditumabo - L. Pimentel - Nonong Senior - Real - San Isidro - San Jose - Zarah |